# La ràbia
La ràbia és un llibre escrit per Lolita Bosch i publicat el 2016. Aquesta novel·la reviu el bullying que l'autora va experimentar en l'adolescència. La ràbia va obtenir el premi Roc Boronat el 2016.

## Sinopsi
La novel·la explica com l'autora va ser humiliada durant la seva etapa per l'adolescència. Va ser víctima de bullying i va tenir molts moments de voler desaparèixer, ja que la situació la superava. No obstant, va ser forta i va anar escrivint en un diari verd com s'anava sentint i com el seu sentiment de ràbia anava creixent. Gràcies a aquest diari, avui en dia ha pogut escriure aquest llibre i explicar la seva història, fent així que els lectors empatitzin amb la causa. D'alguna manera, és una novel·la de superació, esforç i valentia envers un fenomen tan comú i cruel com aquest.